# Arthur Mund
Arthur Mund (* 10. Februar 1899 in Halberstadt; † unbekannt) war ein deutscher Wasserspringer.

## Biografie
Arthur Mund wurde 1922 und 1923 Deutscher Meister im Kunstspringen und 1925 in der Kombination. Er wurde 1926 Europameister vom 3-m-Brett und belegte bei den Olympischen Sommerspielen 1928 in Amsterdam den 5. Platz im Kunstspringen.
Arthur Mund heiratete Margret Borgs, die ebenfalls an den Olympischen Spielen in Amsterdam teilgenommen hatte. Während des Zweiten Weltkriegs wanderte das Paar nach Chile aus, wo ihre Kinder Lilo und Günther zur Welt kamen. Beide wurden ebenfalls Olympiateilnehmer im Wasserspringen. Nach Kriegsende kehrte die Familie nach Deutschland zurück.